# Bacchiacca

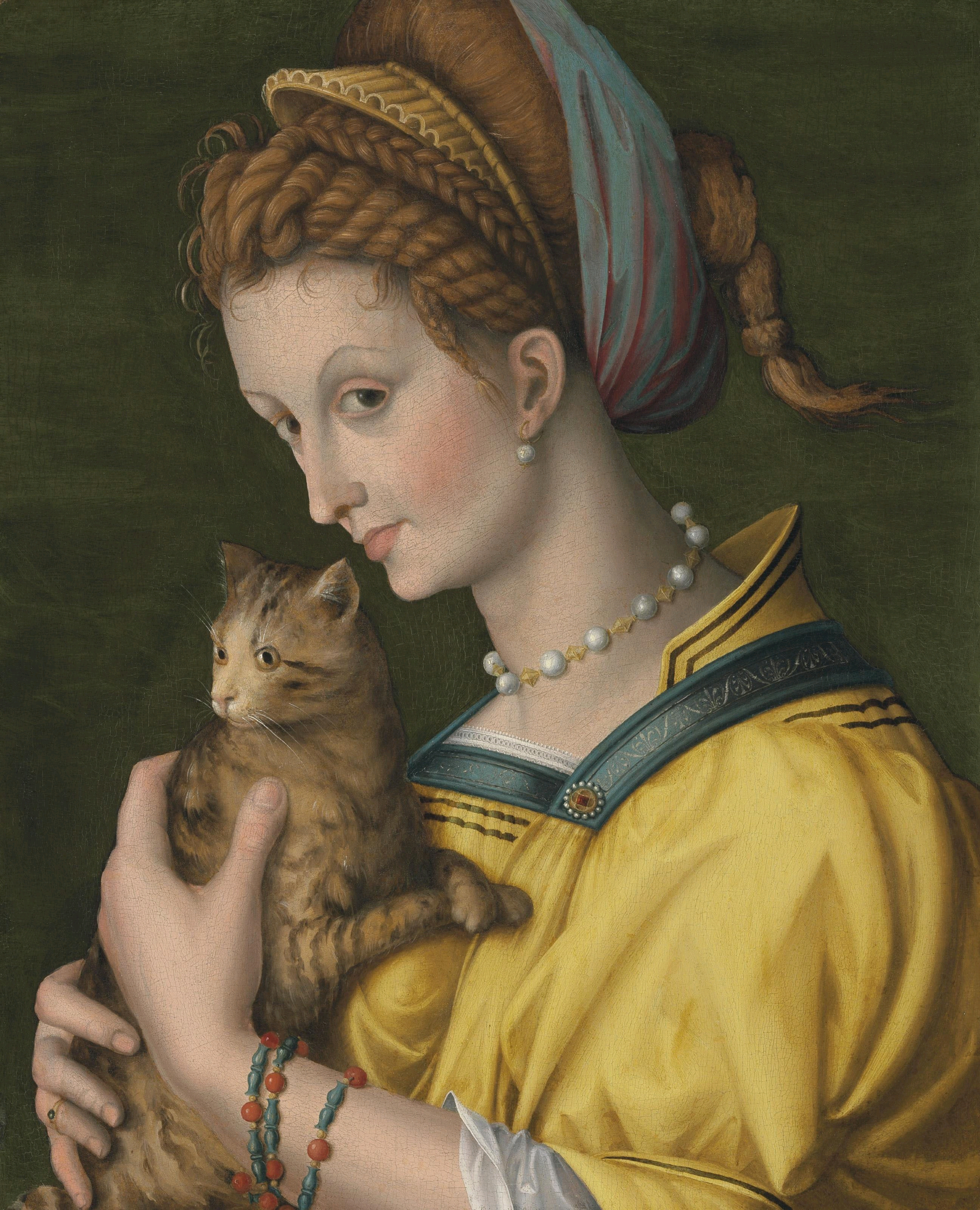
Donna con gatto (1525)

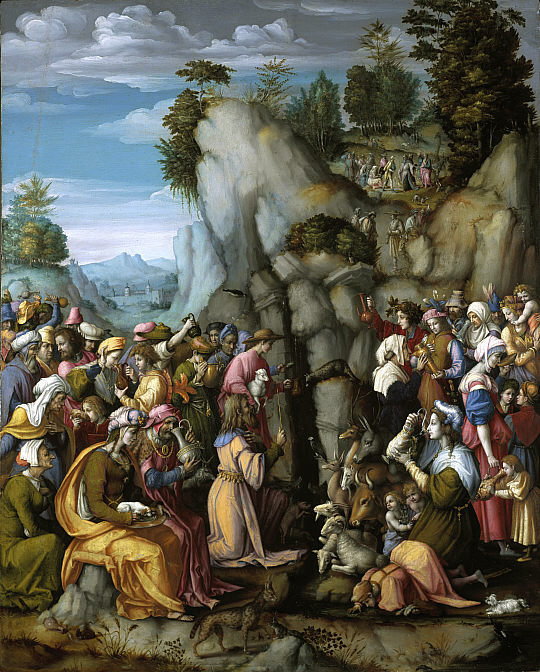
Mosè fa scaturire l'acqua nel deserto colpendo una roccia (1540-1545 circa)

Francesco Ubertini detto il Bacchiacca (Borgo San Lorenzo, 1º marzo 1494 – Firenze, 5 ottobre 1557) è stato un pittore italiano, fiorentino.

## Biografia
Figlio dell'orefice Ubertino Verdi, fu allievo del Perugino e poi aiutante del Franciabigio e risentì anche di influssi di Andrea del Sarto, come Michelangelo, Raffaello e Dürer. Eseguì una serie di quadretti di soggetto sacro e profano, mostrando una vivace fantasia nell'accostare figure e colori. Prese parte alla decorazione della Camera nuziale Borgherini verso il 1515-1520. Dopo aver passato un breve periodo di tempo a Roma nel 1524, tornò a Firenze. Nel 1540 entrò al servizio di Cosimo I de' Medici per decorare il palazzo della Signoria. Si distinse soprattutto come autore di cartoni per arazzi e per varie opere decorative per Cosimo.
Fu fratello di Antonio d'Ubertino Verdi, pure detto Bacchiacca, che sia Vasari che Benedetto Varchi e Cellini ricordano come "ottimo ricamatore" al servizio di Cosimo I de' Medici.

## Opere principali
- Ritratto di dama col liuto, 1494-1557, collezione privata, già presso la collezione Contini Bonacossi
- Giuseppe riceve i fratelli, 1515 circa, olio su tavola, 36,2×142,2 cm, Londra, National Gallery
- Giuseppe perdona i fratelli, 1515 circa, olio su tavola, 36,2×141,6 cm, Londra, National Gallery
- Giuseppe venduto dai fratelli, 1515-1516 circa, olio su tavola trasferito su tela, 26×14 cm, Roma, Galleria Borghese
- Arresto dei fratelli di Giuseppe, 1515-1516 circa, olio su tavola trasferito su tela, 26×14 cm, Roma, Galleria Borghese
- Ricerca della coppa rubata, 1515-1516 circa, olio su tavola, 26×14 cm, Roma, Galleria Borghese
- Ritrovamento della coppa rubata nel sacco di Beniamino, 1515-1516 circa, olio su tavola, 26×14 cm, Roma, Galleria Borghese
- Deposizione dalla Croce, 1518 circa, olio su tavola, 93×71 cm, Firenze, Uffizi
- Storie di sant'Acacio, Firenze, Uffizi
- Battesimo di Cristo, 1520 circa, tempera su tavola, 53×36 cm, Vienna, Akademie der bildenden Künste
- Flagellazione, 1520 circa, Washington, National Gallery of Art
- Predica del Battista, 1520 circa, olio su tavola, 68,5×92 cm, Budapest, Szépmûvészeti Múzeum
- Battesimo di Cristo con santi, 1520-1530 circa, olio su tavola, 248×213 cm, Borgo a Buggiano, chiesa della Madonna della Salute e di San Nicolao
- Marco Curzio (attr.), 1520-1530 circa, olio su tavola, 25,4×19,4 cm, Londra, National Gallery
- Battesimo di Cristo, 1523 circa, olio su tavola, 75x166 cm, Berlino, Gemäldegalerie
- Leggenda del figlio del re morto, 1523 circa, olio su tavola, 84,5x196 cm, Dresda, Gemäldegalerie
- Dama con mazzolino di fiori, 1525 circa, olio su tavola, Boston, Isabella Stewart Gardner Museum
- Dama con un gatto, 1525 circa, olio su tavola, New York, collezione privata
- Madonna col Bambino e san Giovannino, 1525, olio su tavola, Dallas Museum of Art
- Madonna col Bambino, 1525-1535 circa, olio su tavola, New York, Metropolitan Museum
- Allegoria della liberalità, 1525-1535 circa, olio su tavola, Los Angeles, Getty Center
- Zenobia, 1525-1550 circa, olio su rame, 70×54 cm, Vienna, Kunsthistorisches Museum
- Madonna col Bambino e i santi Elisabetta e Giovannino, 1530-1540 circa, olio su tavola, 60×50,5 cm, Esztergom, Christian Museum
- Cristo davanti a Caifa, 1539-1540 circa, olio su tavola, Firenze, Uffizi
- Donna con un libro musicale, 1540-1545 circa, olio su tavola, Los Angeles, Getty Center
- Maria Maddalena, 1540-1545 circa, olio su tavola, 51×42 cm, Firenze, Galleria Palatina
- Mosè fa scaturire l'acqua nel deserto colpendo una roccia, 1540-1545 circa, olio su tavola, 100×80 cm, Edimburgo, National Gallery of Scotland
- Manna dal cielo, 1540-1545 circa, olio su tavola, 100×80 cm, Washington, National Gallery of Art
- Leda, il cigno e i suoi figli, 1540-1545 circa, olio su tavola, 42,9×31,8 cm, New York, Metropolitan Museum
- Donna con un gatto, 1540-1550 circa, olio su tavola di pioppo, 26×19 cm, Berlino, Gemäldegalerie
- Madonna col Bambino, san Giovannino e sant'Elisabetta, 1545 circa, New York, galleria Wildstein
- Terrazza della Duchessa, 1552-1553, decorazioni su capriate lignee, Firenze, Palazzo Vecchio
- Volta della grotticina della Madama (con Bernardino Poccetti), 1555, Firenze, Giardino di Boboli
- San Sebastiano tra i santi Vincenzo Ferrer e Benedetto da Norcia, Borgo San Lorenzo, pieve di San Lorenzo